# 分子生物学实验室
分子生物学实验室（LMB）是一个设于英国剑桥的研究机构，参与了20世纪50年代到60年代发生的分子生物学革命，直到目前它仍然是一个重要的医学研究实验室，但具有了更广泛的关注。自2013年5月起遷入於劍橋生物醫學園區的原址附近一座价值2.12亿英镑的新建築。新大楼外的道路被命名为弗朗西斯·克里克大道（Francis Crick Avenue），源自於1953年共同发现DNA的雙螺旋结构，並於1962年獲得诺贝尔奖的弗朗西斯·克里克。
分子生物学实验室由英国政府医学研究委员会(Medical Research Council, MRC)于1947年设立。迄今已产生了不少诺贝尔奖获得者，如詹姆斯·華生、弗朗西斯·克里克、弗雷德里克·桑格、悉尼·布伦纳等。
2009年，文卡特拉曼·拉马克里希南由于核糖体结构分析和阐明的成果获得诺贝尔化学奖。 2012年，约翰·格登与京都大学的山中伸彌一起获得了诺贝尔生理学和医学奖。 2017年，理查·韓德森因為應用低温电子显微镜觀察到蛋白質高解析度結構而被授予诺贝尔化学奖。2018年，格雷格·温特因為應用「噬菌體展示技術」定向研發新藥而被授予诺贝尔化学奖。